# Träskesholmen (vid Onas, Borgå)
Träskesholmen är en ö i Finland. Den ligger i Finska viken och i kommunen Borgå i den ekonomiska regionen  Borgå i landskapet Nyland, i den södra delen av landet. Ön ligger omkring 31 kilometer öster om Helsingfors.
Öns area är 4,2 hektar och dess största längd är 330 meter i nord-sydlig riktning.